# Skay Beilinson
Eduardo Federico Beilinson, más conocido como Skay Beilinson, (La Plata, Provincia de Buenos Aires, Argentina 15 de enero de 1952) es un guitarrista, cantante y compositor argentino, es considerado como un guitarrista esencial del rock de Argentina. Es reconocido por haber sido miembro y fundador del grupo musical argentino Patricio Rey y sus Redonditos de Ricota, junto al Indio Solari. El pseudónimo Skay surgió gracias a su amiga Marta Minujín.
Integró Patricio Rey hasta la disolución del grupo en 2001. En 2002 encaró un proyecto personal, en un formato que él denomina como "solista en banda" y que ha tenido diferentes nombres desde entonces (Skay Beilinson, Skay y los Seguidores de la Diosa Kali e Skay y Los Fakires).
La revista Rolling Stone lo ubicó en el puesto número 3 de "Los 100 mejores guitarristas del rock nacional".

## Biografía

### Comienzos
Eduardo Beilinson, menor de los hijos de Aarón y Berta Zdar, comenzó a los 12 años a estudiar guitarra con el maestro Leopoldo Ezcurra. Tras cuatro años de estudios, conformó un grupo junto a sus amigos Miguel, Jorge y Alfredo (también conocido como "Rata"), el grupo musical lo llamaron Taxi Rural, como parodia a su presente como peón de taxi, cuyo empleo utilizaba para financiar sus instrumentos y el recorrido del grupo musical.
En 1968 viajó a Francia y Gran Bretaña, que puede considerarse como un viaje iniciático para su producción artística, pues al regresar al país lo hizo acompañado por un amplificador Marshall, una guitarra Grestch, un wah wah, un distorsionador y cargado de discos de Hendrix, Cream, Pink Floyd y Vanilla Fudge, y habiendo visto a célebres guitarristas de la talla de Jimi Hendrix en vivo.
Formó parte, junto a su hermano Guillermo Beilinson y músicos como Héctor "Topo" D'Aloisio, Bernardo Rubaja, Kubero Díaz, "Morci" Requena e Isa Portugheis, de los grupos Diplodocum Red & Brown y La Cofradía de la Flor Solar, fuertemente influenciadas por la psicodelia y la cultura hippie. Fue durante esta etapa, viviendo en comunas y en diversos sitios de la geografía de Argentina, que conoció a su pareja y futura mánager y alma mater de Los Redondos y grupos posteriores, Carmen Castro, más conocida como La Negra Poli.

### Patricio Rey y los Redonditos de Ricota
Patricio Rey y sus Redonditos de Ricota, también conocidos como Los Redondos, fue un grupo musical de rock alternativo argentino formado en La Plata en el año 1976 e integrado, en su mayor parte, por el Indio Solari (voz y composición), Skay Beilinson (guitarra y composición), Semilla Bucciarelli (bajo), Walter Sidotti (batería) y Sergio Dawi (saxofón, armónica y piano). Es considerado uno de los grupos más importantes e influyentes de la historia de la música de Argentina, así como también uno de los más convocantes en términos de audiencia.
Comenzaron sus actuaciones en vivo en 1977, como una exhibición de rock teatral, con toda una troupe circense de monologuistas, payasos y bailarinas desnudistas, que entre canciones subían al escenario a hacer sus números. Progresivamente fueron deshaciéndose de los números teatrales, algo que terminaron de descartar tras la recepción de su álbum debut, Gulp! (1985). A partir de allí, se establecieron únicamente como un grupo musical. En la segunda mitad de la década de 1980 continuaron su firme ascenso, con el lanzamiento de álbumes como Oktubre (1986), Un baión para el ojo idiota (1988) y ¡Bang! ¡Bang! Estás liquidado (1989), coronándolo en diciembre de 1989 en el Estadio Obras Sanitarias con tres recitales. Luego de eso, se convirtieron en un fenómeno masivo con recitales en estadios cada vez más grandes, a la vez que empezaron a experimentar con rock alternativo y publicaciones polémicas, como lo fueron ambos volúmenes de Lobo suelto, cordero atado (1993) y Luzbelito (1996). Sin embargo, la violencia en los recitales por parte de la policía fue aumentando y cada vez hubo más incidentes, con heridos y muertes, como el caso de Walter Bulacio en 1991. Esto provocó que el grupo se alejara de la capital y empezara, a partir de 1995, a hacer recitales en todo el país. A fines de siglo, la banda hizo un cambio en su estilo, al adoptar un sonido de rock electrónico en Último bondi a Finisterre (1998) y Momo Sampler (2000). La banda llegó a su clímax en abril de 2000 con el que fue su recital con mayor convocatoria: 70 mil asistentes en el Estadio Monumental. No obstante, el desgaste por la violencia crónica en sus recitales, sumado a diferencias artísticas entre los miembros, influyeron para que en noviembre de 2001 la banda anunciara su separación.

### Carrera solista
Tras la separación indefinida de Patricio Rey y sus Redonditos de Ricota en 2002, comenzó su carrera como solista, que Skay insiste en redefinir como de solista-en-banda, ya que «El concepto de solista... en realidad no me veo en esa idea. Siempre vi como solista al tipo que llama a los músicos ocasionalmente o cambia de banda y todo sigue sonando igual. Yo, si cambiara la banda, cambiaría el sonido».
El primer disco de esta nueva época fue publicado en 2002, titulado A través del mar de los sargazos, acompañado por Daniel Colombres en batería y Claudio Quartero en bajo, con producción de la "Negra Poli". Este álbum está compuesto por canciones que surgieron de las tantas composiciones hechas durante la etapa en Patricio Rey y sus Redonditos de Ricota, de las cuales se destaca «Oda a la sin nombre».
En 2004 llega su segunda placa en solitario a la cual tituló Talismán. En 2007 lanzó su tercer álbum, llamado La marca de Caín. El grupo fue rebautizada como Skay y los Seguidores de la Diosa Kali, con modificaciones en el grupo original: Daniel Colombres deja el puesto de baterista y es reemplazado por Mauricio Topo Espíndola, quien permite a Skay afianzar el sonido del grupo musical. En 2010 salió a la venta su cuarto álbum, ¿Dónde vas? que cuenta con once canciones.
En el año 2012 el grupo pasa a llamarse Skay y Los Fakires y está integrada, además de Skay, por Oscar Reyna en guitarra, Claudio Quartero en bajo, Javier Lecumberry en teclados y "Topo" Espíndola en batería. Con Los Fakires, Skay graba La luna hueca, su quinto trabajo de esta etapa de su proyecto personal, fue grabado en el estudio Conde junto al técnico de sonido Joaquín Rosson y contiene diez canciones, con un sonido considerado el más acústico de su carrera. El título del disco lo justifica en que:

«La luna siempre produce fascinación, porque es la luz de noche. Y así, ahuecada, es donde nacen estas canciones, los poemas que nunca fueron dichos, dónde se esconde Dios cuando quiere ocultarse, los desvelados, los locos. Esa oquedad es la que permite pasar todas las cosas que uno proyecta».
Skay Beilinson.

En una entrevista del año 2013, Skay relata sobre sus orígenes y su religión:

«En casa éramos judíos casi sin serlo, porque no se profesaba nada, no se celebraban fiestas, ni siquiera fuimos bautizados. Mis viejos eran ateos. Curiosamente, de grandes, la cosa cambió. Mi hermano Guillermo se volcó al estudio de judaísmo, de la Cábala. Me pasó un montón de textos, y descubrí una cultura riquísima. Mi padre nació en Azerbaiján, en Bakú, en el Mar Caspio, que es la zona de los kurdos. Siempre pensé que había algún gen dando vuelta por ahí que me llevaba a hacer este tipo de escalas de Medio Oriente. Me salen solas, me resultan familiares.»
Skay Beilinson

En 2015 la Fundación Konex le otorgó el Diploma al Mérito Konex como uno de los 5 mejores solistas de rock de la última década en la Argentina.
El 21 de septiembre de 2016 editó su sexto álbum como solista llamado El engranaje de cristal, integrado por diez canciones.
El 9 de agosto de 2019 publicó su nuevo disco, el séptimo desde la separación de Los Redondos. Consta de 10 canciones y se titula En el corazón del laberinto. Lo presentó con una modalidad hasta ahora inédita en el artista: cada semana estrenó en redes sociales y plataformas digitales un sencillo, y finalmente en el mes de agosto salió a la venta el CD y el vinilo, ambos en formato físico. El arte nuevamente estuvo a cargo de Rocambole, el artista que ilustró todos los discos de los Redondos y de Skay. Como sucedió con sus discos anteriores, Skay eligió estrenar algunas canciones en vivo, durante sus recitales. Pero en esta oportunidad hubo un cambio: la presentación de los temas las hizo los días jueves en FM Mega, a razón de una canción por semana. La gira En el corazón del laberinto comenzó el 24 de agosto de 2019, pero en el medio a inicios de 2020 es interrumpida por la pandemia mundial de COVID-19, pero esto no impide al músico a seguir creando durante este periodo.
En diciembre de 2020 se publica «Corre, corre, corre», un nuevo sencillo, así como «Un fugaz resplandor» (en enero de 2021), «Palomas y escaleras» (en marzo), «Carrousel» (en abril), «Olas» (en mayo), «Otras puertas otros mundos» (en julio) y «El candor de las bestias» (en agosto), como adelantos de su próximo disco llamado Espejismos, cuyo lanzamiento fue el 2 de noviembre de 2023.
En su cumpleaños número 73 publicó «Las catacumbas del cielo».

## Equipamiento y estilo
A lo largo de su carrera tanto en grupo como en su etapa solista, el equipamiento de Skay no ha variado demasiado. Su guitarra principal que lo ha acompañado en la mayoría de sus discos y conciertos es una Gibson SG modelo 1968 con vibrato Maestro. También posee una Gibson Les Paul Custom Black Beauty (la cual discontinuó en sus conciertos en vivo por resultarle muy pesada), y algunas superstrats Ibanez. Actualmente, en sus últimos recitales en vivo, usa una Fender Telecaster. Además, tiene guitarras con micrófonos de bobina simple como Fender Stratocaster y Fender Jaguar, y guitarras acústicas Martin y Del Vecchio. Suele utilizar amplificadores Marshall JCM 900 y efectos de delay Line 6, armonizadores y reverbs en la mayoría de sus grabaciones. En los discos "Bang Bang estás liquidado" y "La mosca en la sopa" Skay afina en una frecuencia 445.
Respecto a su estilo musical, basa su composición en escalas menores armónicas y melódicas, con preponderancia de acordes disminuidos y arreglos de fraseo a lo largo de las canciones. Se caracteriza por incluir poderosos y característicos riffs que hacen de su estilo una marca registrada en el rock de Argentina.
Ha mencionado como influencias a guitarristas como Ry Cooder, Buddy Guy, B. B. King y Jimi Hendrix.

## Discografía

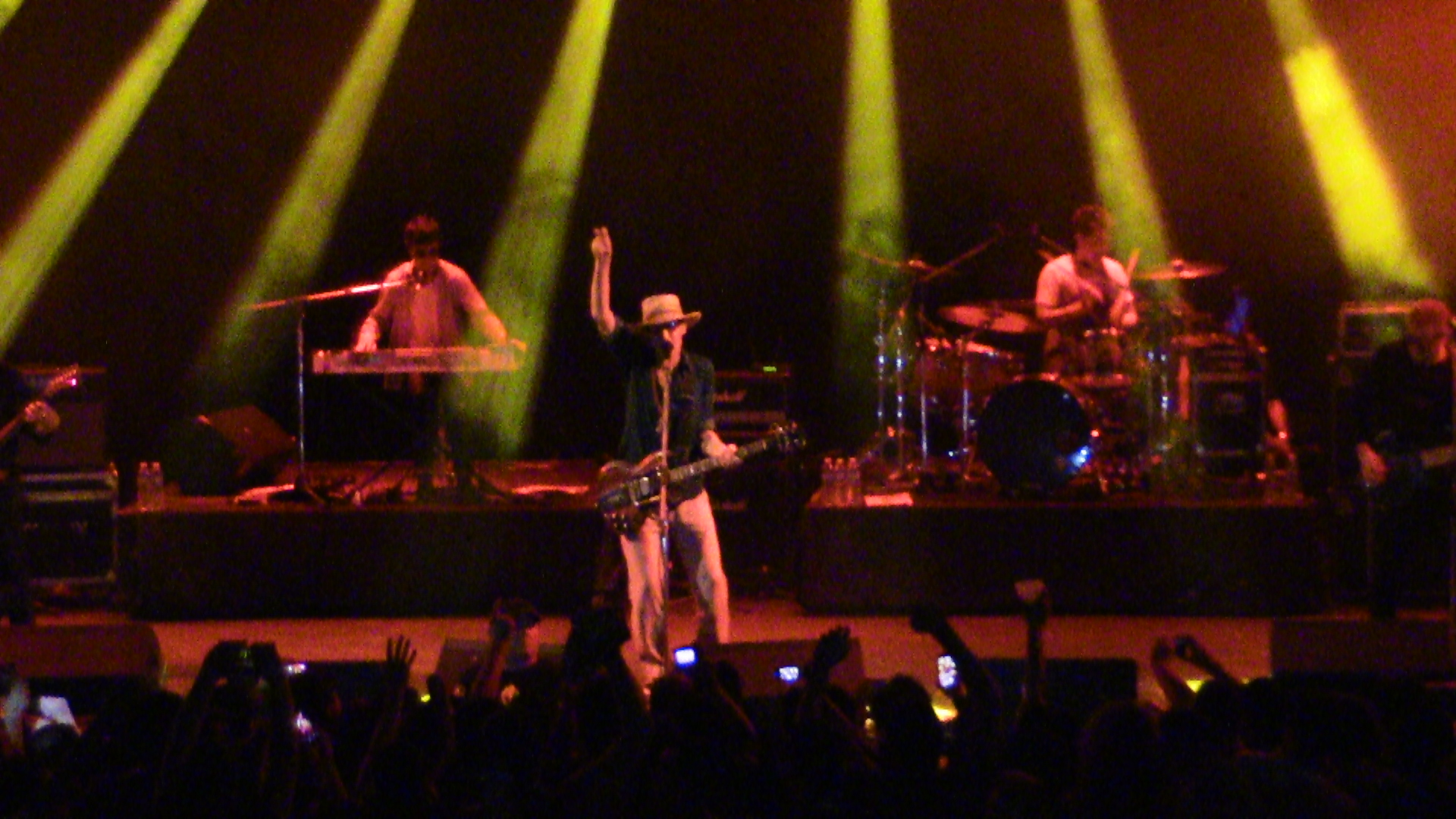
Skay Beilinson y su grupo Los Fakires, durante un concierto brindado en la Ciudad de Corrientes en 2017.

- A través del mar de los sargazos (2002)
- Talismán (2004)
- La marca de Caín (2007)
- ¿Dónde vas? (2010)
- La luna hueca (2013)
- El engranaje de cristal (2016)
- En el corazón del laberinto (2019)
- Espejismos (2023)

## Giras
| #  | Título de la gira                                                          | Álbum promocionado               | Años de duración      |
| -- | -------------------------------------------------------------------------- | -------------------------------- | --------------------- |
| 1. | "Gira A través del mar de los sargazos"                                    | A través del mar de los sargazos | 15/11/2002-25/09/2004 |
| 2. | "Gira Talismán"                                                            | Talismán                         | 19/11/2004-02/06/2007 |
| 3. | "Tour La marca de Caín"                                                    | La marca de Caín                 | 08/07/2007-28/02/2010 |
| 4. | "Tour Dónde vas"                                                           | ¿Dónde vas?                      | 16/04/2010-10/08/2013 |
| 5. | "Gira La Luna Hueca"                                                       | La luna hueca                    | 13/09/2013-27/08/2016 |
| 6. | "Tour Engranaje de Cristal"                                                | El engranaje de cristal          | 23/09/2016-27/07/2019 |
| 7. | "Gira En el Corazón del Laberinto"                                         | En el corazón del laberinto      | 24/08/2019-08/02/2020 |
| 8. | "Gira Argentina y Mundial 2021-2022: La Vuelta de la Guitarra del Rocanrol | N/A                              | 20/11/2021-28/10/2023 |
| 9. | "Gira de Presentación de Espejismos"                                       | Espejismos                       | 04/11/2023-           |

### Giras con más shows
- Tour Dónde vas (16/04/2010-10/08/2013): 54 shows
- Tour La marca de Caín (08/07/2007-28/02/2010): 53 shows
- Gira La Luna Hueca (13/09/2013-27/08/2016): 49 shows
- Tour Engranaje de Cristal (23/09/2016-27/07/2019): 45 shows
- Gira de Presentación de Espejismos (04/11/2023-presente): 43 shows
- Gira Talismán (19/11/2004-02/06/2007): 39 shows
- Gira Argentina y Mundial 2021-2022: La Vuelta de la Guitarra del Rocanrol (20/11/2021-28/10/2023): 27 shows
- Gira A través del mar de los sargazos (15/11/2002-25/09/2004): 24 shows
- Gira En el Corazón del Laberinto (24/08/2019-08/02/2020): 7 shows